# Надмокшанська культура
Надмокшанська культура, Примокшанська культура — археологічна культура середнього періоду бронзової доби обмежена поширенням сточищами річок Мокша та її лівої притоки Цни у 2000—1500 роках до Р. Х..
Названа за характерними пам'ятками дослідженими у сточищі річки Мокші.
Культура виділена П. Д. Степановим у 1955 році.

## Поселення
Поселення розташовуються в річкових заплавах та на високих надзаплавних терасах, переважно на високих берегових мисах.

## Гончарство
Посуд виявлений на поселеннях культури з сильно складно-профільованим віночком, орнаментованими відбитками зубчастого штампу, різноманітними заскубами, маленькими ямочками й відбитками ромбічної або трикутної форми, що нагадують «вафельний» орнамент.

## Господарство
Головне заняття населення — скотарство. Допоміжними були рибальство, полювання й збирання.

## Поховання
Похоронні пам'ятки надмокшанської культури мало вивчені. 

## Походження
Походження цієї культури пов'язано з просуванням у Надмокшання подонського лісостепового населення на своєму пізньому етапі репінської культури. Сформувалася в результаті асиміляції репінцями місцевого населення. Відзначається певний вплив з боку фатьянівсько-балановської культури.
В середині 2-го тисячоліття до Р. Х. надмокшанські племена були асимільовані населенням поздняковської культури та замінено населенням зрубної.

## У Мордовії
У Мордовії поселення надмокшанської культури розташовані головним чином на високих берегових мисах - у сіл Журавкино, Пайово, Теньгушево та інших.

## У Пензенській області
Поселення надмокшанської культури виявлені у північно-західних районах області. У селі Гаугеровка Башмаковського району виявлено поховання з керамікою.